# Tsukamurella pseudospumae
Tsukamurella pseudospumae es una bacteria grampositiva del género Tsukamurella. Se describió en el año 2004. Su etimología hace referencia a falsa spumae. Es aerobia, inmóvil. Forma colonias entre anaranjadas-rojas, irregulares. Crece entre 10-37 °C, pero no a 42 °C. Resistente a clindamicina, colistina, ácido nalidíxico, gentamicina, kanamicina, neomicina, novobiocina, tetraciclina y vancomicina. Sensible a ciprofloxacino, eritromicina y penicilina G. Se aisló de espumas de lodo en Nottingham, Reino Unido. Interesantemente, de esta especie se han aislado compuestos con actividad antioxidante y lípidos de trehalosa con comportamiento tensioactivo y capacidad emulsionante.
Debido a los últimos estudios en la taxonomía del género, se considera sinónimo de esta especie a Tsukamurella sunchonensis, que fue descrita en el año 2003.